# 威廉·罗斯
威廉·罗斯（英語：William Ross，1900年7月29日—1992年6月14日），加拿大男子赛艇运动员。他曾代表加拿大参加1928年夏季奥林匹克运动会赛艇比赛，获得男子八人单桨有舵手铜牌。